# Dieudonné Disi
Dieudonné Disi (Ntyazo, 24 novembre 1980) è un ex mezzofondista e maratoneta ruandese.

## Biografia
Il suo debutto professionistico fu al mondiale di mezza maratona di Veracruz del 2000. Si classificò solo 69º, ma arrivando al traguardo fu il primo atleta ruandese dopo la guerra civile del 1994 a portare a termine una gara.
Due anni dopo prese parte ai Mondiali di corsa campestre di Dublino e fu il primo ruandese in assoluto a partecipare a quest'evento dopo il genocidio. Tuttavia terminò ancora molto indietro. Nel 2003 a Losanna, nella stessa specialità, divenne il primo atleta della storia del Ruanda a chiudere una gara d'atletica nei primi 30.
Nel frattempo aveva iniziato a gareggiare su pista; ad Atene 2004 fu il primo ruandese ad approdare in una finale olimpica, nei 10000 m. Finì 17º ma la qualificazione in finale lo segnalò come una nuova promessa, possibile pretendente alle medaglie per Pechino 2008.
Ai Mondiali di Helsinki del 2005 fece lo stesso risultato segnando il primato personale, 27'53"51. A Fukuoka, nel 2006, ai Mondiali di corsa campestre riuscì anche a rimanere in testa per qualche centinaio di metri, finendo però poi nelle retrovie.

## Palmarès
| Anno | Manifestazione              | Sede           | Evento         | Risultato | Prestazione | Note                                     |
| ---- | --------------------------- | -------------- | -------------- | --------- | ----------- | ---------------------------------------- |
| 2000 | Mondiali di mezza maratona  | Veracruz       | Individuale    | 69º       | 1'11"52     |                                          |
| 2002 | Mondiali di cross           | Dublino        | Corsa breve    | 87º       | 13'22"      |                                          |
| 2002 | Mondiali di cross           | Dublino        | Corsa lunga    | 54º       | 37'14"      |                                          |
| 2002 | Giochi africani militari    | Nairobi        | 5000 m piani   | Batteria  | 14'17"0     |                                          |
| 2002 | Giochi africani militari    | Nairobi        | 10000 m piani  | 6º        | 29'56"0     |                                          |
| 2002 | Campionati africani         | Tunisi         | 5000 m piani   | 13º       | 14'05"58    |                                          |
| 2003 | Mondiali di cross           | Losanna        | Corsa lunga    | 30º       | 38"38       |                                          |
| 2003 | Giochi panafricani          | Abuja          | 10000 m piani  | 8º        | 28'37"69    |                                          |
| 2003 | Giochi mondiali militari    | Catania        | 10000 m piani  | Argento   | 29'49"63    |                                          |
| 2004 | Mondiali indoor             | Budapest       | 3000 m piani   | Batteria  | dns         |                                          |
| 2004 | Mondiali di cross           | Bruxelles      | Corsa lunga    | 18º       | 37"36       |                                          |
| 2004 | Campionati africani         | Brazzaville    | 10000 m piani  | 4º        | 28'39"26    |                                          |
| 2004 | Giochi olimpici             | Atene          | 10000 m piani  | 17º       | 28'43"19    |                                          |
| 2005 | Mondiali                    | Helsinki       | 10000 m piani  | 17º       | 27'53"51    |                                          |
| 2005 | Giochi della Francofonia    | Niamey         | 5000 m piani   | Bronzo    | 14'16"41    |                                          |
| 2005 | Giochi della Francofonia    | Niamey         | 10000 m piani  | Oro       | 29'17"11    |                                          |
| 2006 | Mondiali indoor             | Mosca          | 3000 m piani   | Batteria  | 8'01"73     |                                          |
| 2006 | Mondiali di cross           | Fukuoka        | Corsa lunga    | 40º       | 37"27       |                                          |
| 2006 | Mondiali di corsa su strada | Debrecen       | Individuale    | 9º        | 57"42       | Record nazionale                         |
| 2007 | Mondiali di cross           | Mombasa        | Corsa seniores | 23º       | 38'07"      |                                          |
| 2007 | Giochi panafricani          | Algeri         | Mezza maratona | 4º        | 1'04"04     |                                          |
| 2007 | Mondiali                    | Osaka          | 5000 m piani   | Batteria  | 13'47"30    | Miglior prestazione personale stagionale |
| 2007 | Mondiali di corsa su strada | Udine          | Individuale    | 6º        | 59"32       | Record nazionale                         |
| 2008 | Mondiali di cross           | Edimburgo      | Corsa seniores | dnf       | dnf         |                                          |
| 2008 | Giochi olimpici             | Pechino        | 10000 m piani  | 19º       | 27'56"74    |                                          |
| 2008 | Mondiali di mezza maratona  | Rio de Janeiro | Individuale    | 6º        | 1'03"03     |                                          |
| 2009 | Mondiali                    | Berlino        | Maratona       | dnf       | dnf         |                                          |
| 2009 | Giochi della Francofonia    | Beirut         | 10000 m piani  | Oro       | 29'38"68    |                                          |
| 2010 | Giochi del Commonwealth     | Delhi          | Maratona       | dnf       | dnf         |                                          |
| 2014 | Giochi del Commonwealth     | Glasgow        | Maratona       | 18º       | 2h19'14"    |                                          |

## Altre competizioni internazionali
2000
- 5º alla 20 km di Bruxelles ( Bruxelles) - 54'30"

2004
- 5º alla São Silvestre da Amadora ( Amadora) - 29'12"
- 6º alla São Silvestre do Funchal ( Funchal), 6 km - 16'43"

2005
- Oro alla Rostocker CityLauf ( Rostock) - 28'39"
- Oro alla Chemnitzer Citylauf ( Chemnitz) - 29'11"
- Argento alla United Europe Race ( Gniezno) - 29'18"
- 10º al Cross Internacional Zornotza ( Amorebieta) - 33'19"
- 13º al Cross Internacional de Itálica ( Itálica) - 32'42"
- Oro al Cross Internacional Ciudad de Valladolid ( Valladolid) - 32'21"

2006
- 4º alla Marvejols-Mende ( Mende), 22,4 km - 1h14'31"
- 5º alla Lille Half Marathon ( Lilla) - 1h01'26"
- Oro alla International Peace Half Marathon ( Kigali) - 1h05'51"
- Oro alla Beaufort en Vallee ( Beaufort-en-Vallée) - 1h07'26"
- Argento alla Agon-Coutainville ( Coutainville), 14 km - 44'41"
- Oro alla Tulle 10 km ( Tulle) - 29'08"
- Bronzo alla Courses Pédestres d'Arras ( Arras) - 30'36"
- Bronzo al Cross Internacional Ciudad de Valladolid ( Valladolid) - 32'42"
- 10º alla Obudu Ranch Mountain Race ( Obudu), 11,5 km - 45'52"

2007
- Argento alla Marvejols-Mende ( Mende), 22,4 km - 1h11'50"
- Oro alla Mezza maratona di Delhi ( Delhi) - 1h00'43"
- Oro alla Mezza maratona di Reims ( Reims) - 1h01'13"
- Oro alla Mezza maratona di Lione ( Lione) - 1h01'54"
- Bronzo alla Mezza maratona di Rabat ( Rabat) - 1h02'19"
- Oro alla Mezza maratona di Lagos ( Lagos) - 1h03'05"
- Oro alla Mezza maratona di Abidjan ( Abidjan) - 1h10'26"
- Oro alla Mezza maratona di Phalempin ( Phalempin) - 1h08'44"
- Argento alla Parigi-Versailles ( Versailles), 16,3 km - 46'41"
- Argento alla Africa Zone Three Championships ( Kigali), 12 km - 33'16"
- Oro alla Douai 10 km ( Douai) - 28'42"
- Oro alla Tout Roanne Court ( Roanne) - 28'43"
- Oro alla The Hague Royal ( L'Aia) - 28'56"
- Oro alla Brecey 10 km ( Brecey) - 29'01"
- 13º al Cross de l'Acier ( Leffrinckoucke) - 29'07"
- Argento al Cross Nice Matin ( Nizza) - 26'54"

2008
- 8º alla Mezza maratona di Rotterdam ( Rotterdam) - 1h00'06"
- 6º alla Mezza maratona di Delhi ( Delhi) - 1h00'47"
- 8º alla Ras Al Khaimah Half Marathon ( Ras al-Khaima) - 1h01'07"
- Oro alla Mezza maratona di Reims ( Reims) - 1h02'04"
- 5º alla Zayed International Half Marathon ( Dubai) - 1h02'24"
- Argento alla Mezza maratona di Trith Saint Léger ( Trith-Saint-Léger) - 1h05'15"
- 5º alla San Blas Half Marathon ( Coamo) - 1h05'26"
- Argento alla Marseille-Cassis Classique Internationale ( Marsiglia), 20 km - 1h00'16"
- Argento alla Parigi-Versailles ( Versailles), 16,3 km - 47'16"
- 5º alla Lilac Bloomsday Run ( Spokane), 12 km - 34'35"
- Oro alla Tout Roanne Court ( Roanne) - 28'25"
- 7º alla Abraham Rosa International ( Toa Baja) - 29'23"

2009
- 18º alla Maratona di Parigi ( Parigi) - 2h12'47"
- 5º alla Lille Half Marathon ( Lilla) - 1h01'11"
- Oro alla Mezza maratona di Reims ( Reims) - 1h01'13"
- 6º alla Mezza maratona di Delhi ( Delhi) - 1h01'37"
- 13º alla San Blas Half Marathon ( Coamo) - 1h06'37"
- Oro alla 20 Kilomètres de Paris ( Parigi) - 59'33"
- Oro alla Marseille-Cassis Classique Internationale ( Marsiglia), 20 km - 1h00'21"
- 7º alla 20 km di Maroilles ( Maroilles) - 1h02'28"
- Argento alla Parigi-Versailles ( Versailles), 16,3 km - 48'01"
- Oro alla Tulle 10 km ( Tulle) - 28'54"

2010
- 6º alla San Blas Half Marathon ( Coamo) - 1h05'03"

2011
- 15º alla Egmond Aan Zee Half Marathon ( Egmond aan Zee) - 1h07'12"
- 4º alla Valenciennes 10 km ( Valenciennes) - 29'59"

2012
- Oro alla Sedan-Charleville ( Sedan), 23,4 km - 1h14'09"
- 16º alla Marvejols-Mende ( Mende), 22,4 km - 1h17'03"
- 17º alla Lille Half Marathon ( Lilla) - 1h03'11"
- 7º alla Le Lion Half Marathon ( Montbéliard) - 1h04'34"
- 15º alla Parigi-Versailles ( Versailles), 16,3 km - 51'25"
- 18º alla Runner's World Zandvoort Circuit Run ( Zandvoort), 12 km - 39'27"
- Argento alla Tulle 10 km ( Tulle) - 30'28"
- 10º alla Chalon Sur Saone 10 km ( Chalon-sur-Saône) - 31'05"
- Argento alla Cross National d'Arnay le Duc ( Arnay-le-Duc) - 23'39"

2013
- 10º alla Marvejols-Mende ( Mende), 22,4 km - 1h16'05"
- 4º alla Bali Half Marathon ( Bali) - 1h05'55"
- Argento alla Les Foulées de la Voie Verte ( Le Mêle-sur-Sarthe) - 1h06'06"
- 14º alla San Blas Half Marathon ( Coamo) - 1h10'02"